# 좌군
좌군(佐軍)은 백제의 제14품 관등으로, 260년 고이왕 27년 개혁으로 만들어졌다. 정원은 정해져 있지 않았으며, 청색의 관복과 백색의 대를 착용했다.

## 같이 보기
- 백제의 관등